# Spatholobus auritus
Spatholobus auritus är en ärtväxtart som beskrevs av Ridd.-num.. Spatholobus auritus ingår i släktet Spatholobus och familjen ärtväxter. Inga underarter finns listade i Catalogue of Life.